# Taufbecken (Laaber)

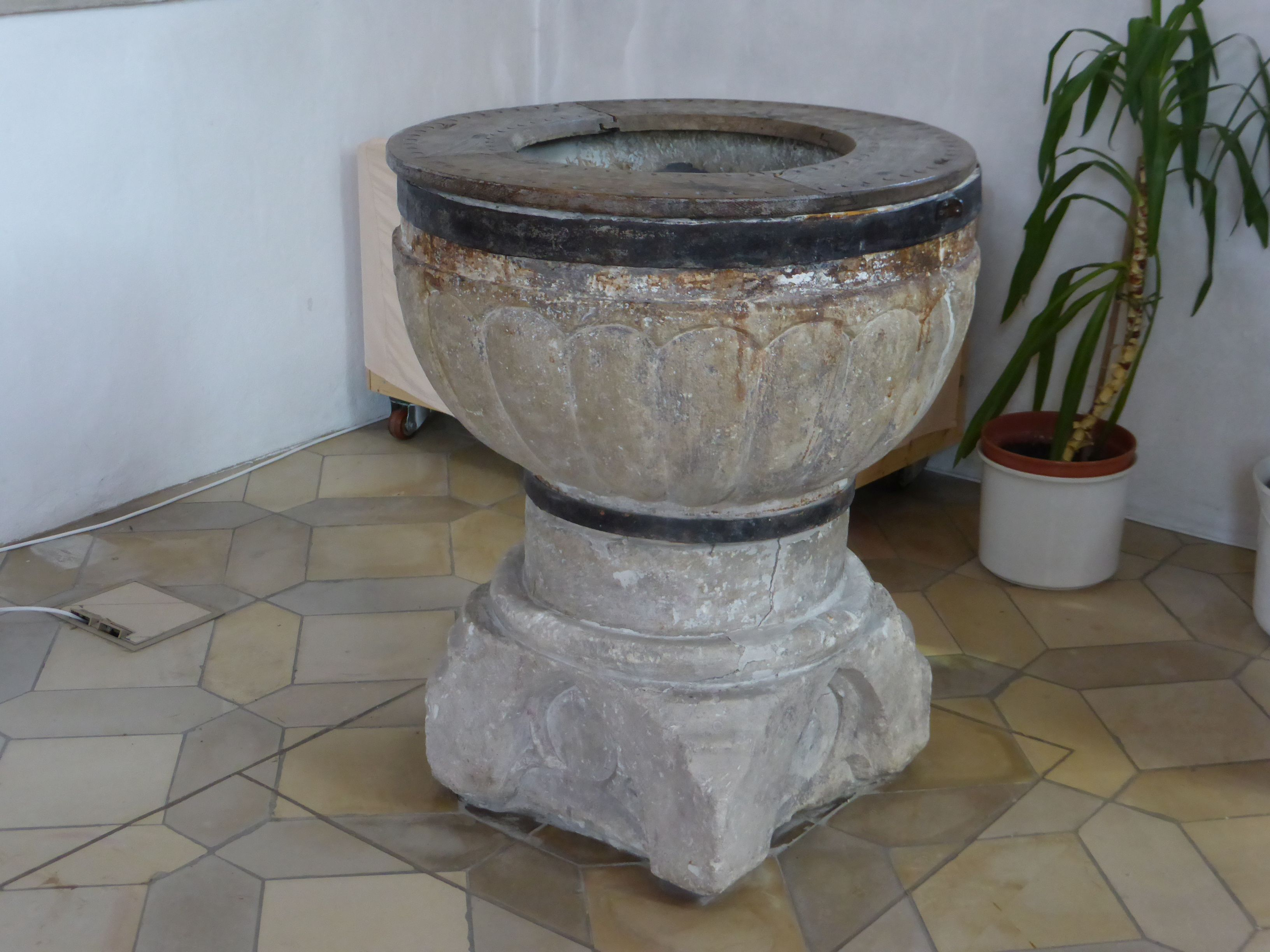
Romanisches Taufbecken in der Kirche St. Jakobus

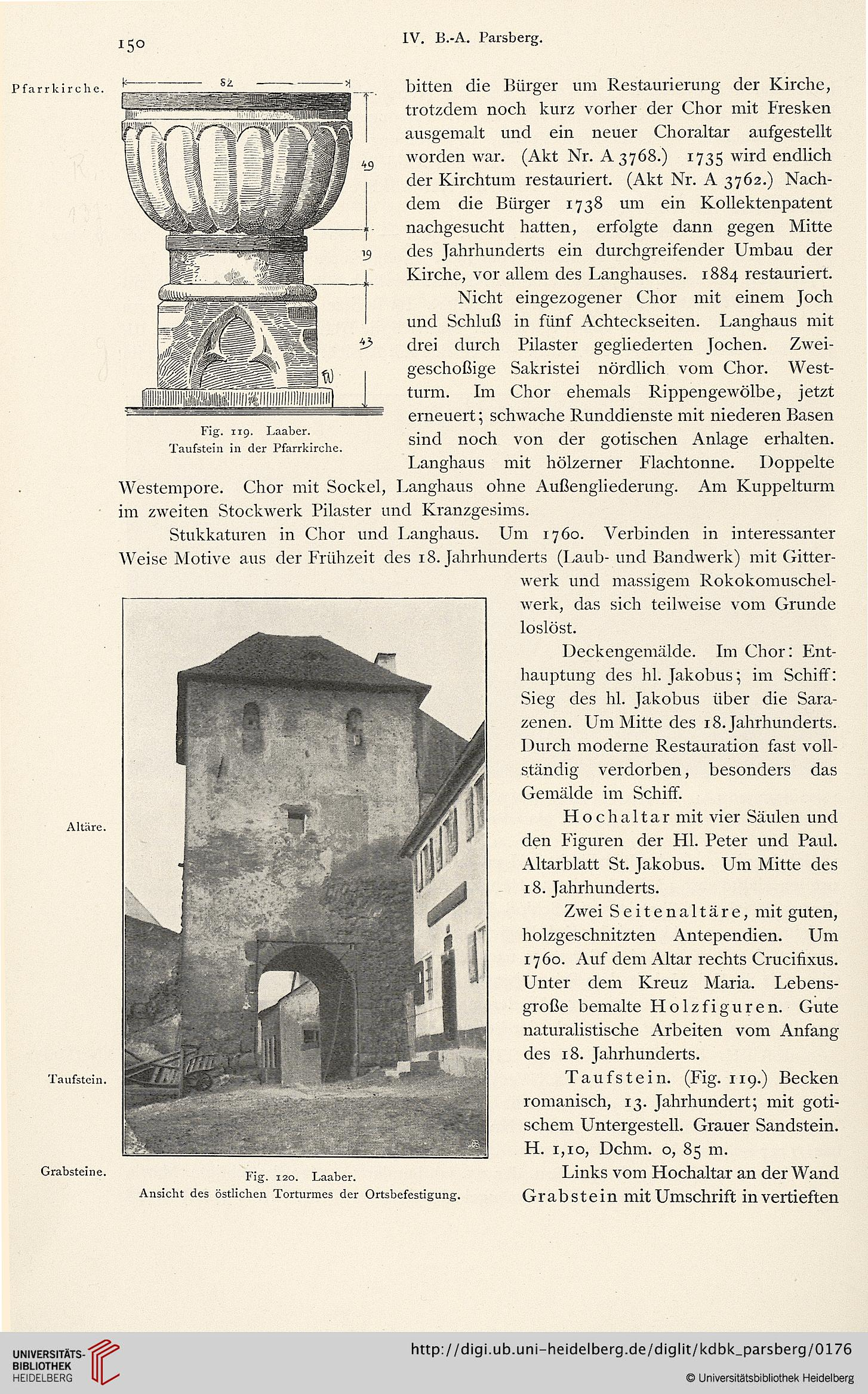
Zeichnung und Beschreibung von 1906 (aus: Die Kunstdenkmäler des Königreichs Bayern)

Das Taufbecken in der Pfarrkirche St. Jakobus in Laaber, einer Marktgemeinde im Oberpfälzer Landkreis Regensburg in Bayern, wurde im 13. Jahrhundert geschaffen. Das Taufbecken ist als Teil der Kirchenausstattung ein geschütztes Baudenkmal.
Das 1,10 Meter hohe Taufbecken aus grauem Sandstein hat einen Durchmesser von 85 cm. Das Becken ist romanisch und der Fuß gotisch.